# Athenkosi Mcaba
Athenkosi Mcaba (Springs, 17 de septiembre de 2002) es un futbolista sudafricano que juega en la demarcación de defensa para el Stellenbosch FC de la Liga Premier de Sudáfrica.

## Selección nacional
Tras jugar con la selección de fútbol sub-17 de Sudáfrica, finalmente hizo su debut con la selección absoluta el 25 de marzo de 2022 en un encuentro amistoso contra Guinea que finalizó con un resultado de empate a cero.

## Clubes
| Club            | País      | Año   | Partidos | Goles |
| --------------- | --------- | ----- | -------- | ----- |
| Stellenbosch FC | Sudáfrica | 2021- | 60       | 0     |